# 139 Juewa
139 Juewa è un grande e scuro asteroide della Fascia principale. È composto probabilmente da materiale carbonioso primitivo.
Juewa fu il primo asteroide scoperto dalla Cina, a Pechino (in cinese pinyin Beijing). Fu individuato il 10 ottobre 1874 dall'astronomo statunitense James Craig Watson, che partecipava ad una spedizione in visita nell'Impero cinese per osservare il transito di Venere sul Sole del 9 dicembre 1874. La scoperta avvenne durante i preparativi per lo studio dell'evento.
Per ringraziarli dell'ospitalità, Watson chiese ai funzionari cinesi di battezzare il nuovo asteroide. Il nome scelto fu 瑞華, che in pinyin moderno sarebbe translitterato come ruìhuá, ma che fu riportato come Juewa in accordo con le convenzioni ortografiche dell'epoca.
Il nome completo era 瑞華星, che significa approssimativamente stella della fortuna della Cina.
Finora, sono state riportate tre occultazioni stellari da parte di Juewa.